# Krzysztof Putra
Krzysztof Jakub Putra (4 de julho de 1957 de 1953 — 10 de abril de 2010) foi um político polaco.
Foi uma das vítimas do acidente do Tu-154 da Força Aérea Polonesa.